# Fronteira Azerbaijão–Irão
A fronteira entre o Irão e o Azerbaijão é o conjunto de duas linhas não contíguas que separam o noroeste do Irão de dois trechos separados do território do Azerbaijão. Os trechos são separados pela curta (35 km) Fronteira Arménia-Irão, sendo os seguintes trajetos:
- Trecho oeste - 179 km - fronteira entre Naquichevão (Azerbaijão) e o Azerbaijão Ocidental, província iraniana do noroeste do país, Curdistão. Vai entre as tríplices fronteiras dos dois países com Turquia (oeste) e Armênia (leste).
- Trecho leste - 532 km - fronteira bem sinuosa entre as dez províncias do sul do território Azeri principal e a província Azerbaijão Ocidental do Irão. Vai entre a tríplice fronteira dos dois países com a Armênia (oeste) e o litoral do Mar Cáspio a leste, próximo a Astara (Irão).

Esse é um dos trechos fronteiriços que separam os continentes Ásia e Europa na região do Cáucaso.
A história dessa fronteira é marcada pelos acontecimentos desde o início do século XIX no Irão, no Azerbaijão e também na Armênia. A conquista  pelo Império Russo dessa região, tomada ao Império Qajar pelos tratados de Golestan (1813) e de Turkmanchai (1828). Foi confirmada com a independência da Armênia e do Azerbaijão ao se desligarem da União Soviética em 1991.